# Julius Schwabe (Semiotiker)

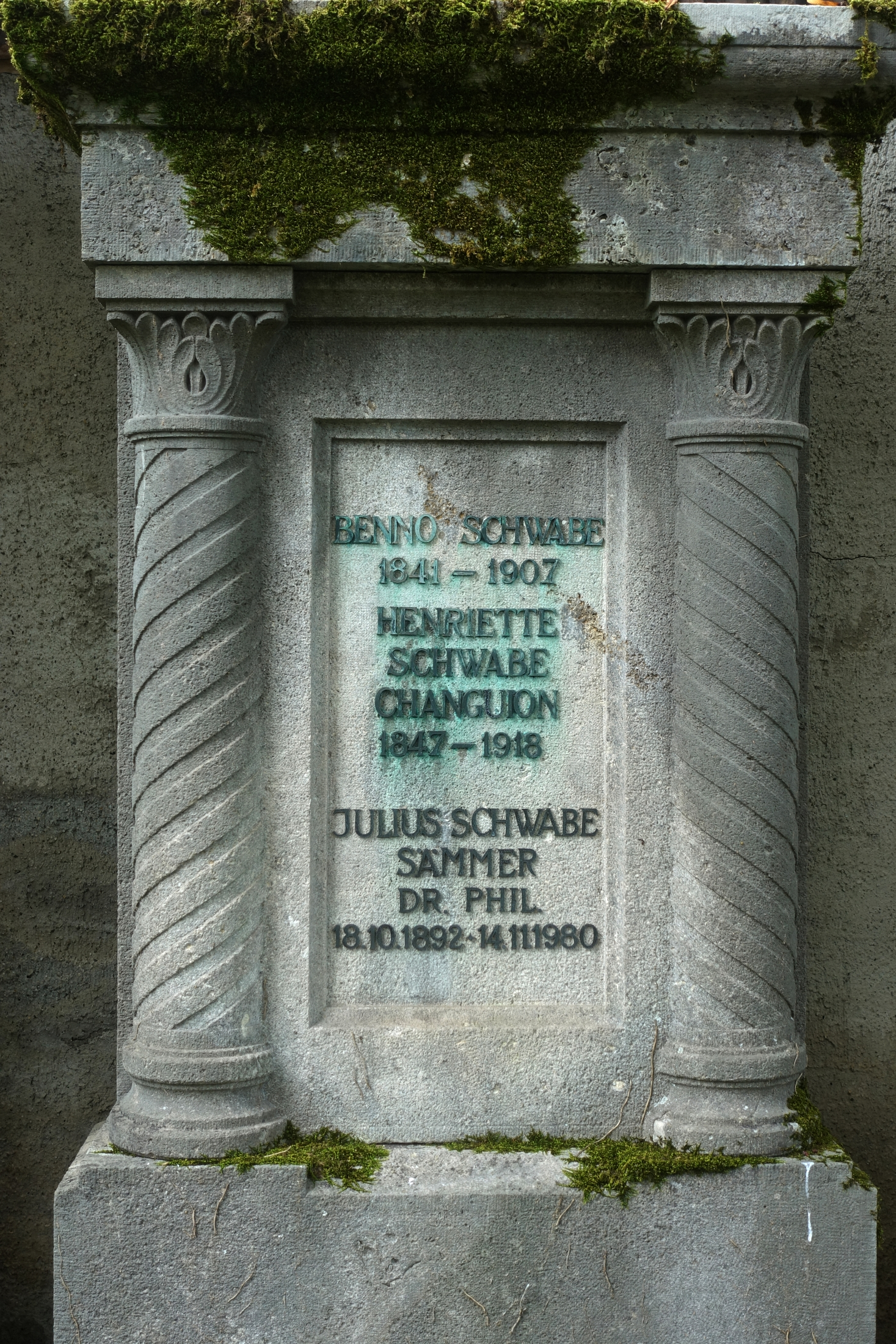
Grab, Wolfgottesacker, Basel.

Julius Schwabe (* 18. Oktober 1892 in Basel; † 14. November 1980) war ein Schweizer Symbolforscher und Übersetzer.

## Leben
Julius Schwabe war ein Sohn des Verlegers Benno Schwabe. Sein älterer Bruder Max (1874–1943) war Jurist und wurde 1931 zum Obergerichtspräsidenten des Kantons Basel-Landschaft gewählt.
Nach dem Besuch des Humanistischen Gymnasiums in Basel studierte er ab 1911 Kunstgeschichte, Philosophie und Romanische Philologie an den Universitäten Basel und Berlin. Ausgedehnte Studienreisen führten ihn nach Florenz, Siena und Rom. Er promovierte 1917 in Basel. Eine Begegnung mit Hans Kayser und dessen Werk liess ihn in den 1940er-Jahren der Symbolforschung zuwenden. Kayser widmete er auch sein Hauptwerk Archetyp und Tierkreis, in dem er in jahrelanger Arbeit gesammeltes historisches und ethnografisches Material über die Zeichensprache der alten Völker und der noch lebenden "Primitiven" verarbeitet hatte. Schwabe war auch Initiator der seit 1951 jährlich stattfindenden Symbolikertagungen. Seit 1960 gab er die Zeitschrift Symbolon, Jahrbuch für Symbolforschung heraus.
Julius Schwabe war mit Nina, geborene Sämmer (18. Oktober 1904; † 7. November 1999) verheiratet. Ihre gemeinsame Tochter was Gisela Julia Schwabe (* 8. August 1929; † 24. Dezember 2013). Ihre letzte Ruhestätte fanden sie auf dem Wolfgottesacker in Basel.

## Werke
als Autor

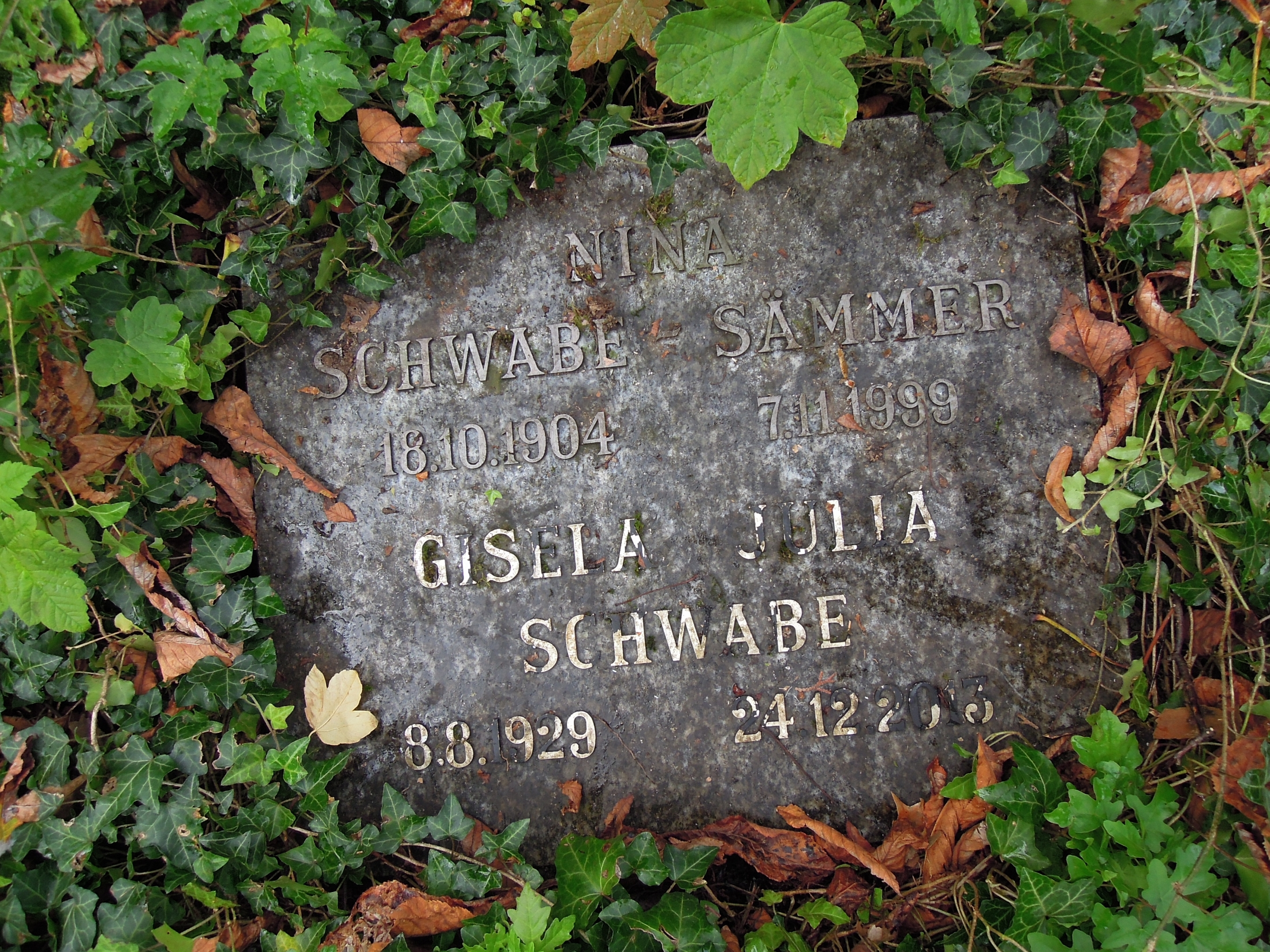
Grab, Wolfgottesacker, Basel

- Grab, Wolfgottesacker, BaselDer Konjunktiv im italienischen Adverbialsatz. Schwabe, Basel 1918.
- Archetyp und Tierkreis. Schwabe, Basel 1951. Reprint: Gauke Verlag, Hannoversch Münden 1987, ISBN 3-87998-532-4.
- Die Harmonik als schöpferische Synthese und weitere Aufsätze über Harmonik. Kreis der Freunde um Hans Kayser, Bern 1985, ISBN 978-3-906643-07-6 (Schriften über Harmonik Nr. 12).

als Herausgeber
- Johannes Haller: Dante. Dichter und Mensch. Schwabe, Basel 1954.
- Symbolon Jahrbuch für Symbolforschung. Band 1 bis 7. Schwabe, Basel/Stuttgart 1971.
- Hans Kayser: Orphikon: eine harmonikale Symbolik. Schwabe, Basel 1973.

als Übersetzer
- Émile Jaques-Dalcroze: Rhythmus, Musik und Erziehung. Schwabe, Basel 1922.
- Luigi Cornaro: Vom mässigen Leben und der Kunst, ein hohes Alter zu erreichen – nebst Briefen und anderen Urkunden über des Autors Schaffen und Leben. Schwabe, Basel 1925.
- Alan Watts: Vom Geist des Zen, einem Lebens- und Schaffensstil im Fernen Osten. Schwabe, Basel 1956. Neuauflage: Insel Verlag, Frankfurt am Main 2008, ISBN 978-3-458-35064-4.